# Murasaki Shikibu
Murasaki Shikibu (紫 式部?  c. 978 - 1014 o 1025) fue una escritora, poeta y cortesana japonesa conocida por ser la autora de Genji Monogatari (La novela de Genji), primera novela japonesa y primera novela moderna del mundo.
Las obras de Murasaki han sido objeto de crítica literaria y, desde el siglo XIII, fueron ilustradas por artistas japoneses de ukiyo-e.

## Biografía
Nació a mediados del período Heian; se cree que era hija del modesto letrado y literato Fujiwara no Tametoki, perteneciente a una familia de funcionarios letrados de la mediana nobleza, aunque lejanamente emparentada con la poderosa familia Fujiwara. Quizá fue nieta del gran poeta Fujiwara no Kanesuke, cuyas poesías waka aún siguen siendo populares en Japón.
Las mujeres durante el período Heian estaban excluidas del aprendizaje del chino, el lenguaje escrito del gobierno; pero Murasaki, criada en el hogar de su erudito padre, recibió una excelente educación, y de niña destacó ya por su inteligencia, al asimilar clásicos de la literatura china que incluso los jóvenes encontraban difíciles y al obtener una temprana fluidez. Su infancia, en cambio, no fue muy feliz, pues su madre murió poco después de su nacimiento, así como su hermana mayor, de quien ella dependía. Poco después se casó con un noble de similar clase social, Fujiwara no Nobutaka, que moriría también dejándole una hija. En este contexto creó su novela El relato de Genji, de carácter realista. La obra le granjeó no poca popularidad, por lo que el regente Fujiwara no Michinaga la agregó a la corte de Fujiwara no Shōshi (988-1074) como dama de compañía hasta el año 1013. Al año siguiente murió y su tumba se conserva en la antigua capital, Kioto, escenario de las andanzas de sus personajes.

## Obras
Es autora de un diario, Murasaki Shikibu Nikki o Diario de Murasaki Shikibu, y del Genji monogatari, La novela de Genji, la novela psicológica más antigua de la literatura universal y la más importante de la literatura japonesa clásica. La autora vivió el esplendor de la familia Fujiwara en el poder y la decadencia de la era Heian, y de forma preexistencialista apercibió el vacío y falsedad de la sociedad aristocrática de su tiempo, la misma que alimentaba el sufrimiento de las mujeres de su época. Su notable capacidad de observación la hizo reflejar con realismo todas las emociones propias del ser humano.

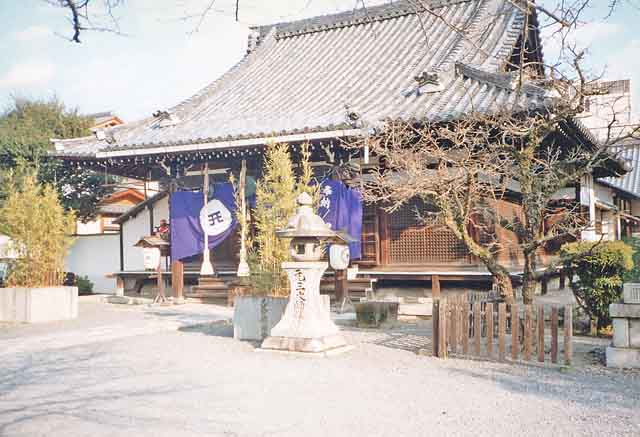
Rozanji, templo budista en Kioto asociado con Murasaki Shikibu.

Genji monogatari es una extensísima narración que refiere la vida y aventuras amorosas del ficticio príncipe Hikaru Genji ("Príncipe Brillante") y las de sus descendientes a lo largo de 54 capítulos que ocupan un total de 4200 páginas. Las primeras 41 empiezan con los amores entre el emperador Kiritsubo y una dama de inferior rango en su corte, de los que nace el protagonista, Genji. Este mantiene una ilícita aventura con su madrastra, la dama Fujitsubo, que concluye al morir Murasaki, la mujer que más ha significado en su vida; junto a esto se desarrolla paralelamente el ascenso social de Genji en la corte y su caída en desgracia, seguida de su exilio y retorno. Los trece capítulos restantes (tres capítulos transitorios y los denominados diez capítulos Uji) cuentan la historia de los descendientes de Genji: su hijo Kaoru y su nieto el príncipe Niou. Los amores y rivalidades de estos personajes continuarán la saga de Genji sin alcanzar el brillo de antaño. Sin embargo, este relato está entreverado de todo tipo de narraciones episódicas que convierten a la obra en un vasto fresco de la sociedad de su época.
De la novela se extrae una melancolía existencial motivada por el contraste entre el refinamiento aristocrático y las bellezas de la naturaleza y los sufrimientos y miserias originadas e impuestas a los sentimientos de los personajes femeninos, víctimas de una sociedad poligámica. El sentimiento de transitoriedad que confiere a la narración la filosofía budista que se acentúa hacia el final de la obra contribuye a esta sensación.
Escribió también una colección de poemas que la clasificó como candidata entre los llamados "Treinta y seis inmortales de la poesía" de la época.

## Legado
La reputación y la influencia de Murasaki no han disminuido desde su vida, cuando ella, junto con otras escritoras del periodo Heian, jugó un papel decisivo en el desarrollo del japonés como lengua escrita. Sus escritos eran lectura obligatoria para los poetas de la corte ya en el siglo XII cuando su trabajo comenzó a ser estudiado por académicos que generaron versiones y críticas autorizadas. Un siglo después de su muerte, era muy apreciada como escritora clásica. En el siglo XVII, el trabajo de Murasaki se convirtió en un emblema de la filosofía confuciana y se animó a las mujeres a leer sus libros. En 1673, Kumazawa Banzan argumentó que su escritura era valiosa por su sensibilidad y representación de emociones. Escribió en su "Comentario discursivo sobre Genji" que cuando "no se comprenden los sentimientos humanos, se pierde la armonía de las Cinco Relaciones Humanas".
La "novela de Genji" fue copiada e ilustrada en varias formas ya un siglo después de la muerte de Murasaki. El Genji Monogatari Emaki, es un pergamino del siglo XII de finales de la época Heian, que consta de cuatro pergaminos, 19 pinturas y 20 hojas de caligrafía. Las ilustraciones, fechadas definitivamente entre 1110 y 1120, se han atribuido provisionalmente a Fujiwara no Takachika y la caligrafía a varios calígrafos contemporáneos de renombre. El pergamino se encuentra en el Museo Gotoh y el Museo de Arte Tokugawa.
La virtud femenina estaba ligada al conocimiento literario en el siglo XVII, lo que llevó a una demanda de artefactos inspirados en Murasaki o Genji, conocidos como genji-e. Los conjuntos de dote decorados con escenas de Genji o ilustraciones de Murasaki se hicieron particularmente populares entre las mujeres nobles: en el siglo XVII el genji-e imbuyó simbólicamente a una novia con un mayor nivel de estatus cultural; en el siglo XVIII habían llegado a simbolizar el éxito marital. En 1628, la hija de Tokugawa Iemitsu mandó hacer un juego de cajas de laca] para su boda; El príncipe Toshitada recibió un par de biombos de seda genji-e, pintados por Kanō Tan'yū como regalo de bodas en 1649.
Murasaki se convirtió en un tema popular de pinturas e ilustraciones que la destacan como una mujer virtuosa y poeta. A menudo se la muestra en su escritorio en el Templo Ishimyama, mirando a la luna en busca de inspiración. Tosa Mitsuoki la convirtió en el tema de los pergaminos colgantes en el siglo XVII. La novela de Genji se convirtió en un tema favorito de los artistas japoneses ukiyo-e durante siglos con artistas como Hiroshige, Kiyonaga, y Utamaro ilustrando varias ediciones de la novela. Si bien el arte temprano de Genji se consideraba un símbolo de la cultura de la corte, a mediados del período Edo el arte producido en masa de impresiones ukiyo-e hizo que las ilustraciones fueran accesibles para las clases samuráis y los plebeyos.
En Imaginando la "novela de Genji", Shirane observa que "La novela de Genji se ha convertido en muchas cosas para muchas audiencias diferentes a través de muchos medios diferentes durante mil años... sin igual en ningún otro texto o artefacto japonés". La obra y su autora se popularizaron a través de sus ilustraciones en diversos medios: emaki (pergaminos ilustrados); byōbu-e (pinturas de biombo), ukiyo-e (grabados en madera); y en el periodo moderno películas, historietas, y manga. En su relato ficticio de la vida de Murasaki, El cuento de Murasaki: una novela, Liza Dalby presenta a Murasaki involucrada en un romance durante sus viajes con su padre a la provincia de Echizen.

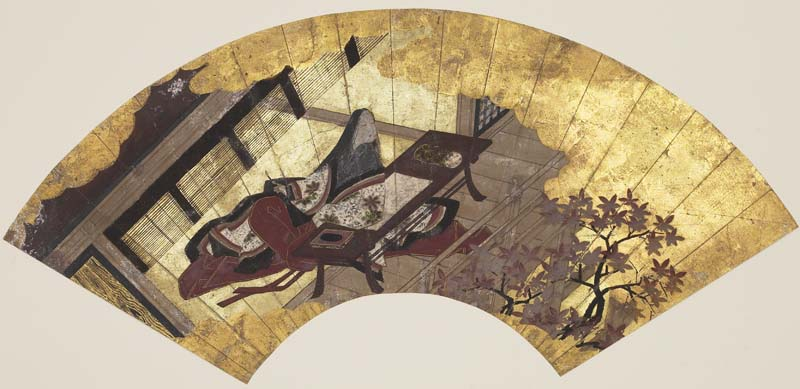
Abanico de tinta y papel dorado del que muestra la escritura de Murasaki.

La novela de Genji es reconocida como un clásico perdurable. McCullough escribe que Murasaki "es tanto la representante por excelencia de una sociedad única como una escritora que habla de las preocupaciones humanas universales con una voz atemporal. Japón no ha visto otro genio así". Keene escribe que "La novela de Genji" continúa cautivando porque, en la historia, sus personajes y sus preocupaciones son universales. En la década de 1920, cuando se publicó la traducción de Waley al inglés, los revisores compararon el Genji Monogatari con la obra de Austen, Proust y Shakespeare. Mulhern dice de Murasaki es similar a Shakespeare, quien representó su Inglaterra isabelina, en el sentido de que capturó la esencia de la corte Heian y como novelista "quizás tuvo éxito incluso más allá de sus propias expectativas". Al igual que Shakespeare, su obra ha sido objeto de montones de críticas y de numerosos libros.

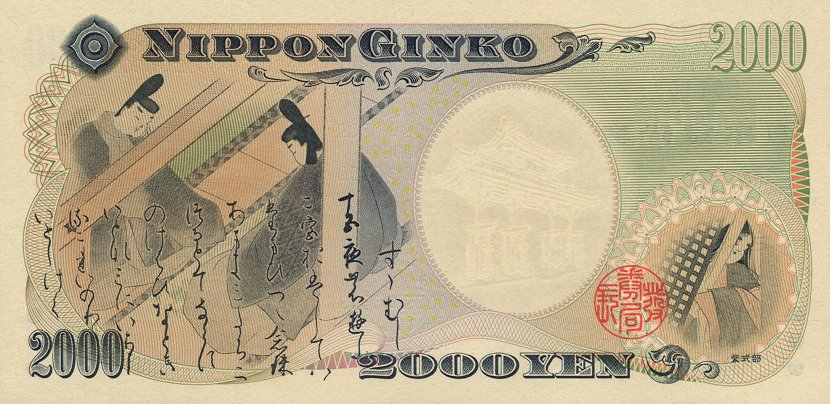
El diseño del billete de 2000 yenes fue creado en honor a Murasaki.

Kioto llevó a cabo una celebración de un año para conmemorar el 1000 aniversario de Genji en 2008, con concursos de poesía, visitas al Museo de La novela de Genji en Uji e Ishiyama-dera (donde se exhibió una interpretación de tamaño natural de Murasaki en su escritorio), y mujeres vestidas con el traje tradicional de corte Heian de 12 capas jūnihitoe y pelucas hasta los tobillos. La autora y su trabajo inspiraron exhibiciones en museos y spin-offs del manga Genji. El diseño en el reverso del primer billete de 2000 yenes la conmemoraba a ella y a La novela de Genji. Una planta que produce bayas moradas lleva su nombre.
En la Universidad de Harvard se encuentra un "Álbum de Genji", fechado en 1510 desde la década de 1970. El álbum se considera el más antiguo de su tipo y consta de 54 pinturas de Tosa Mitsunobu y 54 hojas de caligrafía en papel shikishi en cinco colores, escrita por maestros calígrafos. Las hojas se guardan en un estuche que data del período Edo, con un frontispicio de seda pintado por Tosa Mitsuoki, que data de alrededor de 1690. El álbum contiene los formularios de autenticación de Mitsuoki para las pinturas del siglo XVI de su antepasado.

## Véase también

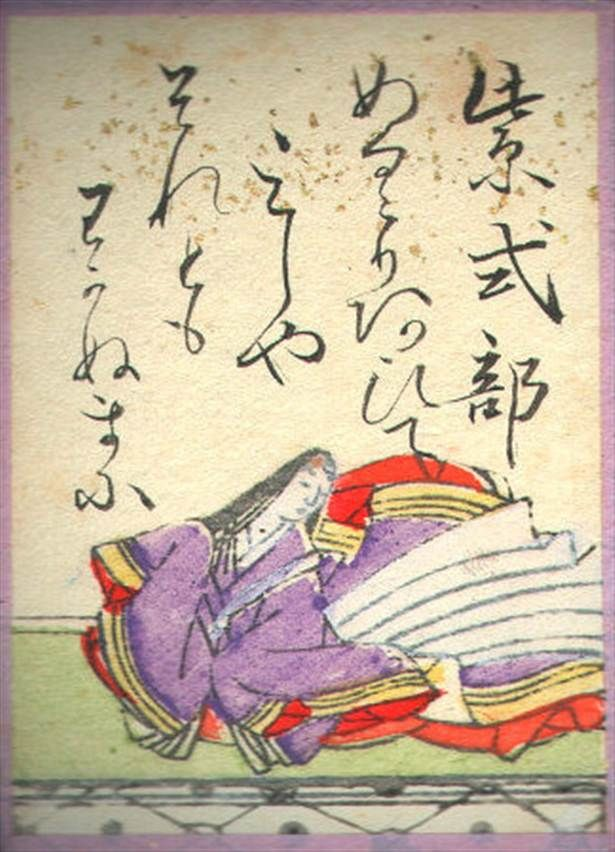
Murasaki Shikibu, en el Hyakunin Isshu.

## Edición en español
- Shikibu, Murasaki, La historia de Genji. Traducción Jordi Fibla. Vilaür: Ediciones Atalanta.

1. La historia de Genji, 2005. ISBN 978-84-934625-2-9.
2. Los relatos de Uji, 2006. ISBN 978-84-934625-8-1.

- Shikibu, Murasaki, La novela de Genji. Traducción Xavier Roca-Ferrer. Barcelona: Ediciones Destino.

1. Esplendor, 2005. ISBN 978-84-233-3772-9.
2. Catástrofe, 2006. ISBN 978-84-233-3830-6.